# Obtusopyrgus
Obtusopyrgus is een geslacht van weekdieren uit de klasse van de Gastropoda (slakken).

## Soort
- Obtusopyrgus alpinus Haase, 2008